# James Bovard

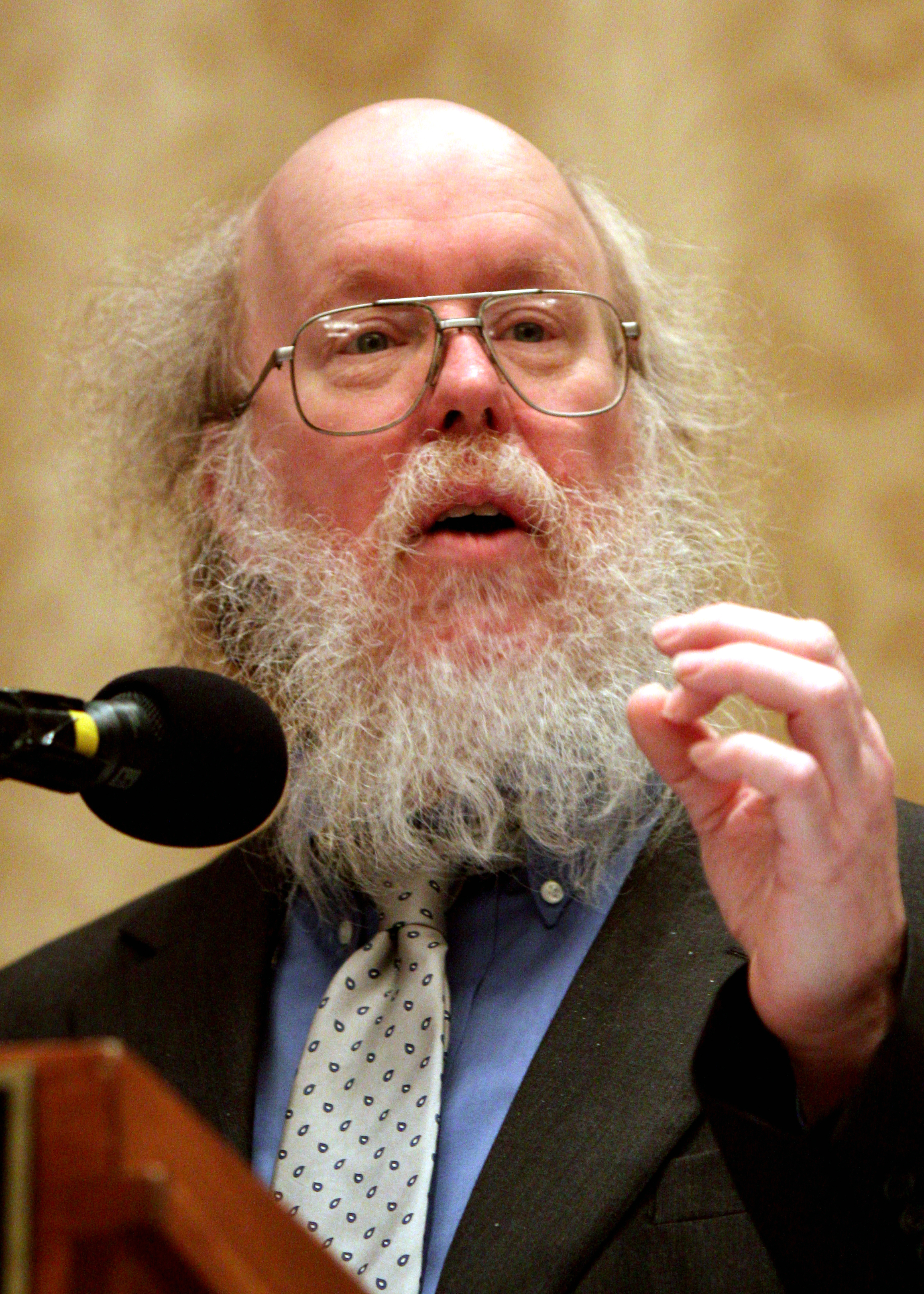
James Bovard

James Bovard (* 1956 in Ames, Iowa) ist ein US-amerikanischer Journalist, Bestseller-Autor, Lehrer und Libertär, dessen politische Kommentare auf das Aufzeigen von Beispielen für Staatsverschwendung, Fehler und Machtmissbrauch der (US-)Regierung abzielen.

## Leben
James Bovard wuchs im Bergland von Virginia auf und studierte zwei Jahre am Virginia Tech. Er zog nach Boston, wo er seinen Lebensunterhalt unter anderem als Schreibkraft verdiente. Seinen ersten größeren Artikel veröffentlichte er 1979 in der New York Times mit dem satirischen Vorschlag, Kongressabgeordnete zum Militär einzuberufen.
Über seine Erfahrungen als Gelegenheitsarbeiter im Straßenbau oder als Weihnachtsmann schrieb er später im Wall Street Journal. Die Arbeit mit kriminellen Straßengangs oder als Volkszählungsagent thematisierte er in USA Today.
Seinen Ruf als kritischer Journalist begründete er bis etwa zu seinem 30. Lebensjahr vor allem mit einer großen Zahl von Artikeln über Landwirtschaftssubventionen, den United States Postal Service und das Versagen der Weltbank.
Bovard ist als freier Journalist regelmäßig für den Playboy, American Spectator, und Investor's Business Daily tätig. Gelegentlich schrieb er auch für das Wall Street Journal, die New York Times,  die Washington Post und andere renommierte Zeitungen. Für die Future of Freedom Foundation ist er als Politikberater tätig.

## Werke
- Economic choices for sustainable agriculture in Africa, Upper Monclair 1988, ISBN 0-944572-01-4
- The Farm Fiasco (1990, ISBN 1-55815-114-1)
- The Fair Trade Fraud (1992, ISBN 0-312-08344-0)
- Lost Rights (1995, ISBN 0-312-12333-7)
- Shakedown (1996, ISBN 0-670-86542-7)
- Freedom In Chains (2000, ISBN 0-312-21441-3)
- Feeling Your Pain (2001, ISBN 0-312-23082-6)
- Terrorism and Tyranny (2003, ISBN 1-4039-6368-1)
- The Bush Betrayal (2004, ISBN 1-4039-6727-X)
- Attention Deficit Democracy (2005, ISBN 1-4039-7108-0)

## Auszeichnungen
- Thomas Szasz Award for Civil Liberties work (1995, Center for Independent Thought)
- Freedom Fund Award (1996, Firearms Civil Rights Defense Fund der National Rifle Association)
- Mencken Award (1996, Book of the Year für Lost Rights, Free Press Association)
- Lysander Spooner Award (Best Book on Liberty 2003 für Terrorism and Tyranny, Laissez Faire Book’s)[7]

## Zitate
- „Demokratie muss mehr sein, als zwei Wölfe und ein Schaf, die über ihre nächste Mahlzeit abstimmen.“ (1994)